# Yami Sukehiro
Yami Sukehiro (ヤミ・スケヒロ?, Yami Sukehiro) è un personaggio immaginario della serie manga Black Clover, creata da Yūki Tabata. Soprannominato il Signore della Distruzione (破壊神?, Hakaishin), è il comandante del Toro Nero, considerata la peggiore tra le squadre dei Cavalieri Magici del Regno di Clover. Yami è un uomo fisicamente imponente e dal comportamento intimidatorio, spesso incline a minacciare chiunque lo infastidisca. Nonostante la sua natura aggressiva, ricopre il ruolo di mentore per i membri della sua squadra, incoraggiandoli costantemente a "superare i loro limiti" (限界をこえる?, genkai wo koeru). Originario di un altro paese, noto come la "Terra del Sole", Yami giunse nel Regno di Clover dopo essere naufragato sulle sue coste durante l'adolescenza.
Nell'adattamento anime di Black Clover, è doppiato da Junichi Suwabe in giapponese e da Carlo Petruccetti in italiano nel film Black Clover: La spada dell'imperatore magico.

## Creazione e concezione
Nel giugno 2018, in un'intervista, Yūki Tabata, autore di Black Clover, ha dichiarato che la creazione di Yami è stata ispirata da Toshiaki Iwashiro, con cui aveva lavorato come assistente. Il cognome di Yami, "Sukehiro", contiene i kanji che significano "notte", "apparenza", "mediazione" e "grande".

## Descrizione del personaggio

### Poteri e abilità
Yami utilizza l’attributo magico dell’oscurità, che gli consente di generare e manipolare l’energia oscura a proprio piacimento. Una delle sue peculiarità è la capacità di attrarre altri tipi di magia, oltre a impiegare incantesimi con effetti legati all’interferenza spaziale. A causa della lentezza intrinseca di questo tipo di magia, Yami la utilizza principalmente come magia di rinforzo, potenziando le sue già notevoli abilità fisiche. In particolare, ricopre la sua katana con energia oscura per aumentarne il potere offensivo.
Tra le sue tecniche più celebri figura il Dark Coated Dimension Slash, un fendente in grado di ignorare la resistenza convenzionale colpendo direttamente lo spazio. Ne esiste anche una variante potenziata, Equinox, caratterizzata da una portata notevolmente maggiore.
In seguito, Yami apprende la tecnica avanzata della Mana Zone, che gli permette di controllare il mana circostante per amplificare portata e potenza dei suoi incantesimi. Tra questi spicca Luna Nera, un incantesimo che agisce come un buco nero selettivo, capace di assorbire e annullare la magia avversaria. Dalla sua evoluzione nasce il devastante Death Thrust, che comprime l’energia raccolta nella Mana Zone in un unico punto minuscolo per infliggere danni estremamente concentrati.
La magia oscura di Yami è inoltre in grado di influenzare l’energia degli inferi, rivelandosi in seguito connessa in modo naturale a quel regno. Per questo motivo, viene classificato come un mago di stadio arcano.
Yami possiede anche la capacità di percepire il Ki, una tecnica che ha appreso nella sua terra natale, la Terra del Sole. Questa abilità gli permette di rilevare la forza vitale degli esseri viventi e sviluppare percezioni extrasensoriali, anticipando le mosse degli avversari leggendo il flusso del loro Ki.
Durante l’arco narrativo del Regno di Spade, il corpo di Yami viene modificato dal rituale dell’Albero di Qliphoth, diventando simile a quello di Asta per la capacità di contenere il potere dei diavoli. Nell’arco finale, ferito gravemente, Yami riceve da Ichika una pillola dell’anima demoniaca. Sebbene in passato queste pillole causassero perdita di lucidità mentale e impulsi omicidi, Yami riesce a canalizzarne l’energia grazie alle trasformazioni subite, ottenendo un ulteriore incremento della forza fisica. Questo cambiamento si riflette anche nell’aspetto: gli compaiono corna, ciocche bianche nei capelli e un rosario di grandi dimensioni al collo. La sua magia oscura è altamente compatibile con magie affini, come quella dell’ombra, permettendo la realizzazione di incantesimi combinati che ne aumentano notevolmente l’efficacia e la complessità.

## Biografia del personaggio
Yami Sukehiro nacque nella Terra del Sole come membro del clan Yami, un gruppo di assassini fedeli al clan Ryudo, che governa la regione di Goshu. Fu addestrato dal padre a diventare uno spadaccino magico, utilizzando le proprie abilità per proteggere la sorella minore Ichika dagli abusi familiari, mentre stringeva amicizia con Ryuya, figlio del signore feudale Ryudo. Yami scopre in seguito che il padre sta pianificando un colpo di stato e gli offre una droga capace di liberare il suo potere latente, inducendolo però in uno stato di trance assetata di sangue. Tuttavia, è Ichika a ingerire la pillola, finendo per massacrare l’intero clan, tranne Yami. Per proteggerla, si assume la colpa e fugge dalla patria in barca. Naufraga nel Regno di Clover, dove viene inizialmente discriminato per la sua origine straniera e l’uso della magia oscura.
Durante l’adolescenza, diventa amico del futuro vice-comandante del Toro Nero, Nacht Faust, con cui spesso si caccia nei guai. Viene poi reclutato nel Cervo Grigio da Julius Novachrono, futuro imperatore magico, che gli insegna anche la lingua del regno. Dopo la morte di Morgen, fratello gemello di Nacht e compagno di squadra di Yami, quest’ultimo inizia a fumare in sua memoria. Col tempo diventa comandante e fonda il Toro Nero come rifugio per altri disadattati come lui, iniziando proprio dal reclutamento di Nacht.
Durante l’esame annuale per i Cavalieri Magici, Yami rimane colpito dalle straordinarie capacità fisiche di Asta e incuriosito dalle sue spade anti-magia. Quando Asta non riceve offerte da altri capitani, Yami tenta di intimidirlo, ma il ragazzo resta fermo nel suo intento di realizzare il proprio sogno. Impressionato, Yami lo recluta nel Toro Nero, insieme a Noelle Silva. Affida loro diverse missioni. Quando Noelle riferisce del rapimento di bambini nel villaggio di Nairn, Yami ordina a Finral di teletrasportarli lì per aiutare Asta. In seguito affronta Licht, leader dell’Occhio Magico della Notte Bianca. Licht narra il massacro degli elfi, ma Yami ribatte di essere solo uno straniero naufragato che ha combattuto chi lo disprezzava fino a diventare comandante. Durante la battaglia insegna ad Asta a percepire il ki. Prima che Licht riesca a colpirli con il suo incantesimo più potente, Gauche lo riflette con la magia dello specchio. Poco dopo giungono altri comandanti come rinforzi e affrontano brevemente il Terzo Occhio, prima che i nemici si ritirino.
il Toro Nero viene incaricato di recuperare una pietra magica nel Tempio Subacqueo. Il sacerdote Gifso sottopone la squadra a un gioco magico per ottenerla, escludendo Yami dalla partecipazione. Quando i terroristi attaccano, Yami inizialmente rimane bloccato dalla magia di Gifso, ma riesce infine a liberarsi. Durante lo scontro finale, Vetto tenta l’autodistruzione. Yami riesce a superare la barriera con un nuovo incantesimo che attraversa le dimensioni e lo uccide. Dopo la battaglia, tiene un piccolo memoriale per Vetto e, parlando con Asta della disperazione del nemico, gli dice di non pensarci troppo e di inseguire il proprio sogno.
Yami affronta William Vangeance, sospettando che sia Licht, a causa del loro ki simile, ma il capitano si toglie la maschera per smentire i sospetti. Dopo il torneo dei Cavalieri Reali, Finral viene gravemente ferito da Langris, vice-capitano dell'Alba Dorata. Yami si reca alla sede della squadra, dove trova Julius già impegnato con Licht. Julius si sacrifica per salvare il regno. Yami arriva troppo tardi, ma promette di proteggerlo al posto suo. Con la reincarnazione degli elfi, Yami combatte brevemente contro Charlotte Roselei, posseduta, e insieme al capitano Jack the Ripper e a Finral, sconfigge Langris, anch’egli posseduto. Nel Palazzo delle Ombre, il diavolo Zagred si rivela essere l'artefice del massacro degli elfi. Yami sfrutta la Zona di Mana per tagliarne il corpo, mentre Asta e Yuno distruggono il cuore del nemico. In seguito trova Julius, rinato in forma di bambino dopo aver sigillato il proprio tempo con un incantesimo.
Quando Asta e Secre vengono processati dal Parlamento Magico, Yami guida la squadra in un’irruzione per difenderli. Recluta ufficialmente Secre e chiede la liberazione di entrambi. Julius risolve la situazione e affida Asta alla squadra, incaricata di investigare sui diavoli.
Sei mesi dopo, Dante della Triade Oscura attacca la base del Toro Nero per rapire Yami, la cui magia oscura è necessaria per l’attivazione dell’Albero di Qliphoth, portale per gli inferi. Dopo una riunione con gli altri capitani, Yami raggiunge la base ma non riesce a sconfiggere Dante da solo, a causa della sua rigenerazione. Riconosce il potenziale di Asta e gli affida la sua katana. Insieme riescono a sconfiggere Dante, ma Zenon arriva e porta via sia lui che Yami.
Durante l’invasione del Regno di Spade, Yami e Vangeance vengono usati come catalizzatori per collegare gli inferi al mondo umano. Anche dopo la sconfitta della Triade, Lucifero si manifesta, inghiottendo entrambi. Asta, usando la katana di Yami, riesce a colpire la manifestazione e a liberarlo. Yami è però gravemente ferito dall’uso prolungato del suo corpo e viene curato da Grey, che nota che il suo corpo è ormai simile a quello di Asta, alterato dal potere dei diavoli. Partecipa poi alla battaglia contro Lucifero, venendo ferito mortalmente insieme a Nacht. Yuno teletrasporta Mimosa per curarlo, la quale si affida a Charmy per ripristinare il suo potere magico.
Successivamente, Yami prende parte alla battaglia contro Lucius Zogratis, durante l’invasione del Regno di Clover, rimanendo sconvolto alla vista del ritorno di Morgen come Paladino. Combatte contro di lui fino a quando non viene salvato da Nacht e Ichika.

## Altri media
Yami appare come personaggio giocabile nel videogioco Black Clover: Quartet Knights. È presente anche nel film anime Black Clover: La spada dell'imperatore magico.

## Accoglienza

### Popolarità
Yami Sukehiro si è costantemente classificato tra i primi posti nei sondaggi annuali di popolarità giapponesi di Black Clover. Ha ottenuto il secondo posto nel secondo sondaggio con 1.967 voti, e nuovamente il secondo posto nel quarto sondaggio con 3.503 voti. Nel quinto sondaggio, si è piazzato al settimo posto con 44.884 voti. Sebbene il riconoscimento diretto sia stato assegnato a un altro personaggio, Licht è stato nominato per il premio "Miglior combattimento" ai Crunchyroll Anime Awards 2018. In aggiunta, lo scontro tra Asta e Yami contro Dante è stato inserito da Crunchyroll tra i sei migliori combattimenti anime del 2021.

### Critica
Daniel Dockery, di Crunchyroll, ha elogiato il personaggio di Yami definendolo "infinitamente cool, una figura paterna la cui approvazione significa molto per il suo team. La fiducia che ha in ognuno di loro è stimolante, perché vede così tanto potenziale, potenziale che la società del Regno di Clover sembra ansiosa di calpestare e nascondere". Rachel Trujillo, scrivendo per Anime News Network, ha descritto il rapporto di mentorship tra Asta e Yami Sukehiro come uno degli elementi più significativi della serie. In particolare, ha sottolineato: "Il momento decisivo della loro relazione arriva quando Yami passa ad Asta la sua katana durante la loro battaglia contro Dante, che rappresenta non solo il culmine del loro tempo trascorso insieme come mentore e studente, ma anche l'ultimo segno di fiducia da parte di un capitano al suo subordinato".
In una recensione del Volume 26, LaNeysha Campbell ha lodato la collaborazione tra Asta e Yami contro Dante, scrivendo: "Il momento fa una dichiarazione toccante e di grande impatto sulla relazione tra Yami e Asta come mentore e allievo. Anche se i pannelli del momento usano pochissimi dialoghi, riescono comunque a dire molto su quanto sia speciale il legame che condividono". Philip Van der Walt, di Comic Watch, ha definito Yami "allo stesso tempo uno dei personaggi più tosti e comici della serie, e non perde mai l’occasione di ispirare la sua squadra a continuare a migliorare e superare i propri limiti". Anjali Mehta ha invece evidenziato il lato comico del personaggio, sottolineando la sua propensione alla violenza, la mancanza di tatto e il modo in cui bullizza i membri della sua squadra. Infine, Jack Doyle, in un articolo per The Mary Sue, ha commentato ironicamente l'ipotesi di una sua eventuale morte, affermando: "Yami è drogato, e non ci piace quando succedono cose brutte alle persone drogate".